# Le Mesnil-Véneron
Le Mesnil-Véneron è un comune francese di 105 abitanti situato nel dipartimento della Manica nella regione della Normandia.

## Società

### Evoluzione demografica
Abitanti censiti